# Уильямс, Тамати
Тамати Андре Уильямс (англ. Tamati Andre Williams; 19 января 1984, Данидин, Новая Зеландия) — новозеландский футболист, вратарь.

## Клубная карьера
Уильямс занимается футболом с 5 лет, в ворота встал в 9 лет, начал карьеру на родине, выступая за полупрофессиональные команды «Футбол Кингз», «Уаикато» и «Университет Маунт-Веллингтон». В 2007 году Тамати перешёл в «Окленд Сити». По окончании сезона он присоединился к «Форрест-Хилл Милфорд Юнайтед», но спустя год вновь вернулся в Окленд. В 2014 году Уильямс помог команде выиграть чемпионат, а через год повторил данное достижение. В составе «Окленд Сити» Тамати трижды выиграл Лигу чемпионов ОФК и неоднократно принимал участие в клубном чемпионате мира.
В начале 2016 года Уильямс перешёл в нидерландский «Валвейк». 19 февраля в матче против «Гоу Эхед Иглз» он дебютировал в Эрстедивизи.
Летом 2017 года Тамати перешёл в датский «Ольборг».

## Международная карьера
30 мая 2014 года в товарищеском матче против сборной ЮАР Уильямс дебютировал за сборную Новой Зеландии, заменив Глена Мосса во втором тайме. В 2016 году Тамати стал победителем Кубка наций ОФК в Папуа — Новой Гвинеи.
В 2017 году Уильямс принял участие в Кубке конфедераций в России. На турнире он был запасными на поле не вышел.

## Личная жизнь
Уильямс имеет корни коренного населения Новой Зеландии — маори. Его бабушка и дедушка из Нидерландов. Его отец занимался регби. В 2014 году Тамати поступил в аспирантуру по специальности биология и зоология.
Уильямс сделал неплохую карьеру в качестве модели. Он рекламировал бренды Calvin Klein и Esprit в США, Франции, Италии и Австралии.

## Достижения
Командные
 «Окленд Сити»
- Чемпион Новой Зеландии — 2013/2014
- Чемпион Новой Зеландии — 2014/2015
- Победитель Лиги чемпионов ОФК — 2011/2012
- Победитель Лиги чемпионов ОФК — 2012/2013
- Победитель Лиги чемпионов ОФК — 2013/2014
- Победитель Лиги чемпионов ОФК — 2014/2015

Международные
 Новая Зеландия
- Кубок наций ОФК — 2016